# Tempel der Vesta (Forum Romanum)
Der Tempel der Vesta (lat. aedes Vestae) war das zentrale Heiligtum Roms auf dem Forum Romanum. Er befand sich hinter dem Caesar- und Dioskurentempel. In ihm brannte das Heilige Feuer der Vesta, das von den sechs Vestalinnen bewacht wurde. Der Tempel ist dem Typus Tholos zugeordnet.

## Geschichte

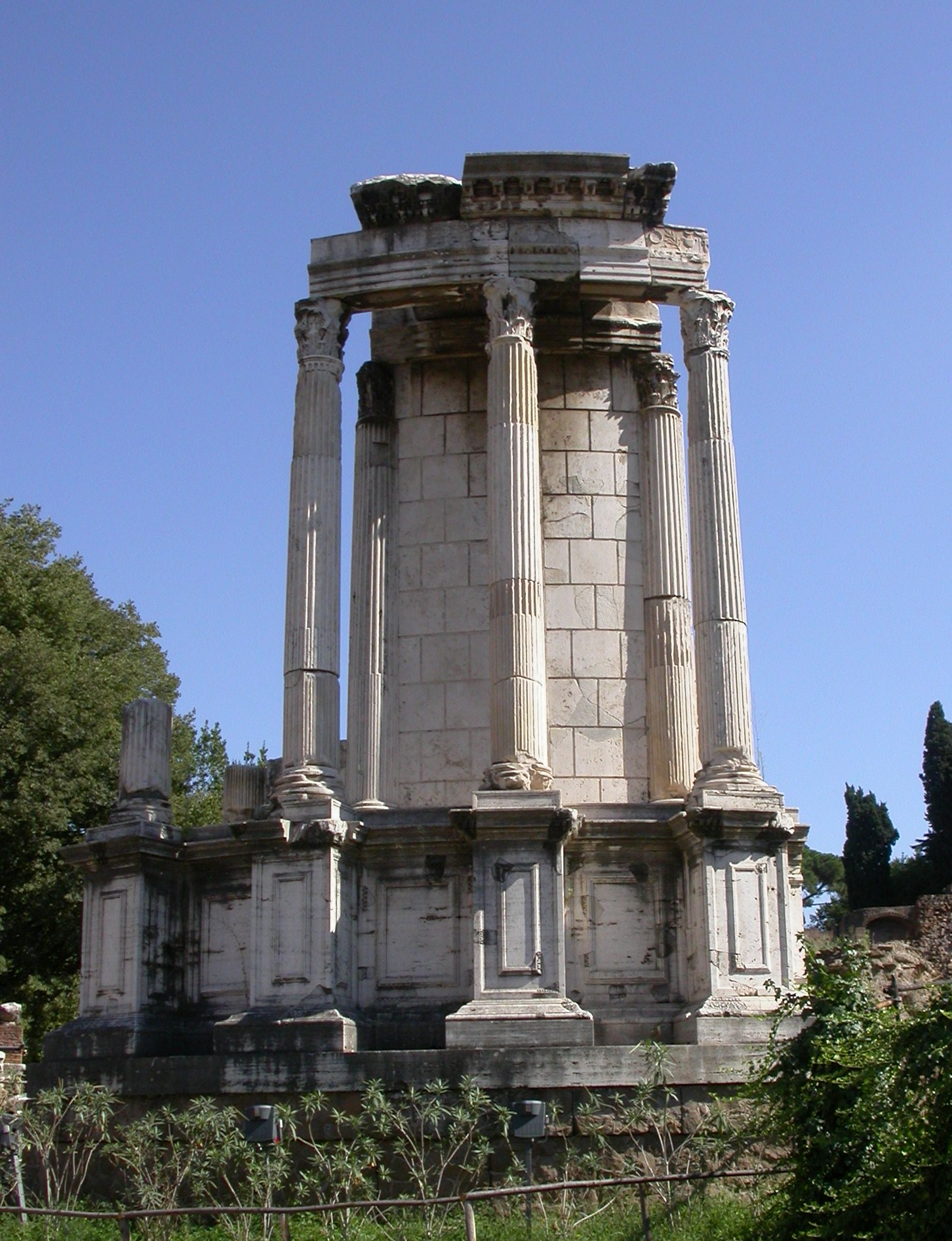
Reste des Tempels

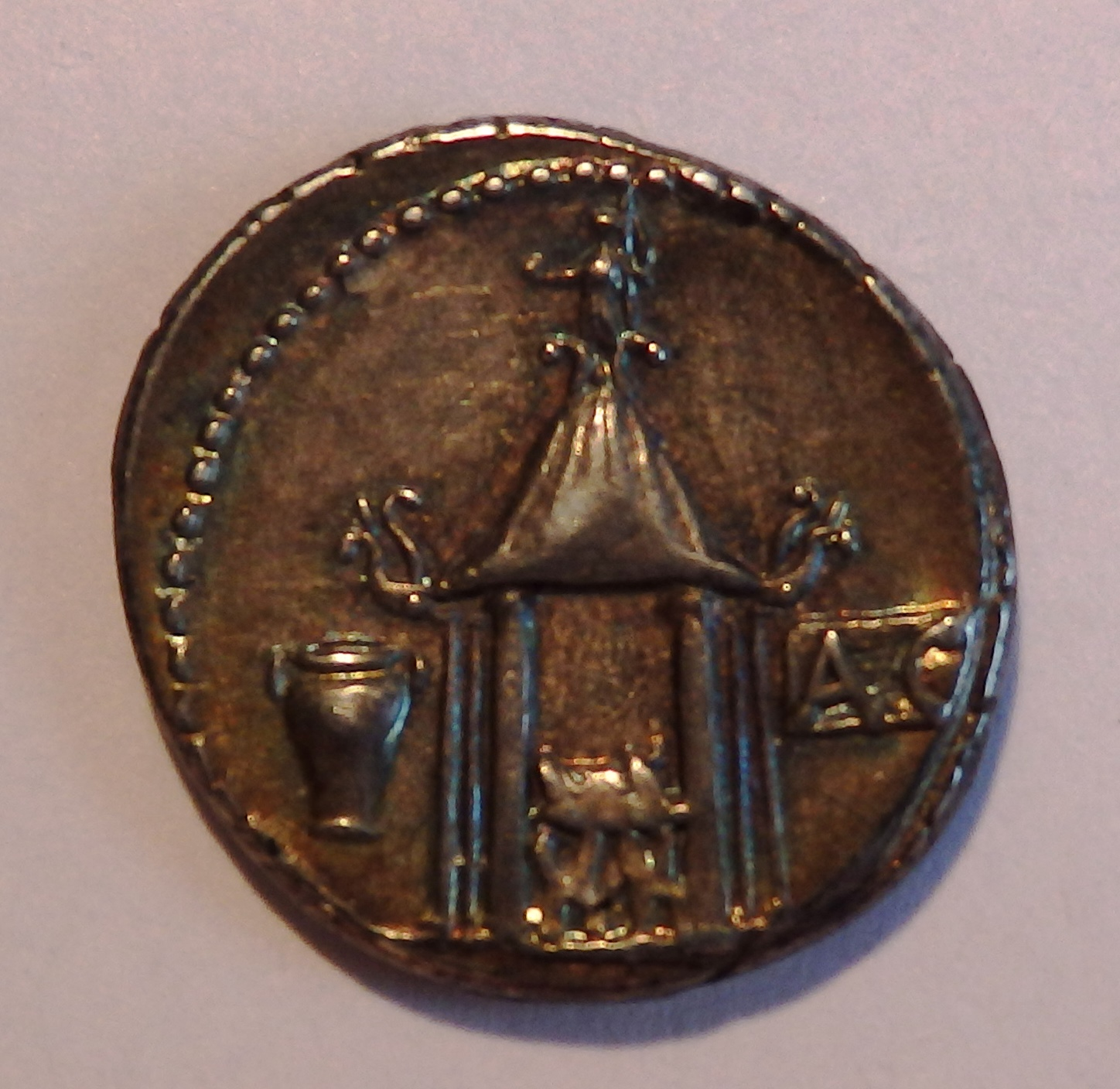
Rundtempel der Vesta auf dem Forum Romanum, römischer Denar, 55 v. Chr., Albert 1354

Der Tempel ging der Überlieferung nach auf den zweiten König Roms, Numa Pompilius, zurück und hatte die Form einer runden Hütte, was an die ersten römischen Behausungen erinnern sollte. In der Mitte seines Dachs befand sich eine Öffnung für den Rauchabzug des Feuers. Im Inneren des Tempels wurden die Penaten des Staates aufbewahrt, verschiedene Gegenstände, die Aeneas angeblich aus Troja gerettet haben sollte, darunter das Palladion, eine alte Statue der Göttin Pallas Athene (Minerva). Der heilige Innenraum des Tempels durfte nur von wenigen Personen wie den Vestalinnen oder dem Pontifex Maximus betreten werden. Aufgrund seiner Unantastbarkeit war er auch ein beliebter Aufbewahrungsort für Testamente und Verträge.
Ansonsten war der Tempel der Öffentlichkeit zugänglich, nur nachts war Männern das Betreten des Tempels untersagt, vermutlich, um die Keuschheit der Vestalinnen zu sichern.
In unmittelbarer Nachbarschaft des Tempels befand sich das Haus der Vestalinnen, in dem die zur Jungfräulichkeit verpflichteten Priesterinnen wohnten.
Am 1. März eines jeden Jahres, dem alten Jahresanfang, wurde das Feuer neu entzündet, was mit einem Hohlspiegel oder durch Bohren in das Holz eines fruchttragenden Baumes geschehen musste. Erlosch das Feuer von selbst, galt dies als großes Unglück für die Stadt. Dafür wurde die verantwortliche Vestalin vom Pontifex Maximus hart bestraft.
Es wurden täglich Speiseopfer dargebracht, wofür einfachste Nahrungsmittel in Tonkrügen verwendet wurden. Die täglichen Reinigungen durften nur mit fließendem Wasser vollführt werden, das die Vestalinnen aus dem Quell der Egeria in Krügen auf dem Kopf herbeitrugen.

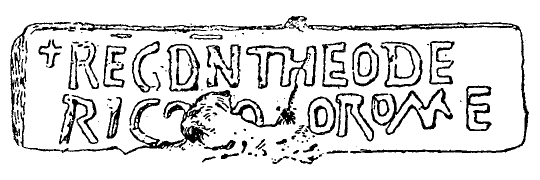
Stein mit dem Emblem Theoderichs im Tempel

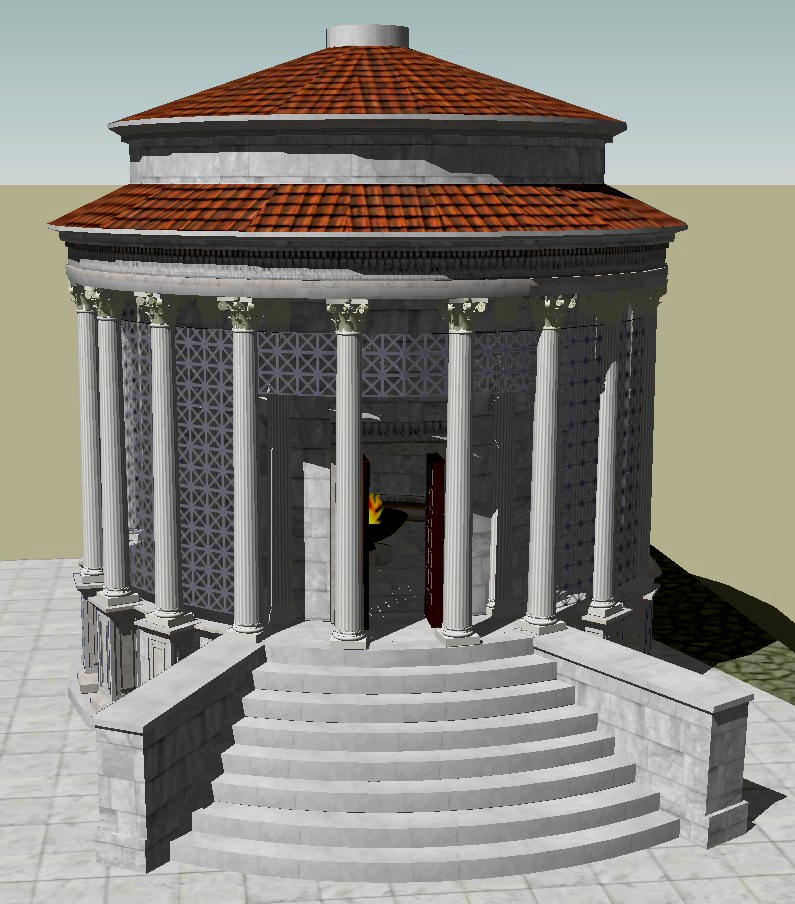
Rekonstruktion

Im Laufe der Geschichte wurde dieser Tempel, der als Aufbewahrungsort des heiligen Herdfeuers besonders brandgefährdet war, sechsmal durch Brände zerstört, jedoch immer wieder aufgebaut. Seine heutige Form ist ein Wiederaufbau der Julia Domna, der Frau des Septimius Severus, aus dem Jahr 191. Sie richtet sich jedoch nach der Form des Wiederaufbaus von 64, als der Tempel während des großen Brandes von Rom unter Nero ebenfalls zerstört wurde. Der Tempel war ein marmorner Rundbau auf einem Podium von 15 Metern Durchmesser mit einem nach Osten gerichteten Treppenauf- und Eingang. Um den kreisförmigen Innenraum (Cella) verlief ein Säulenumgang (Pronaos) aus 20 korinthischen Säulen, denen entsprechende Halbsäulen an der Außenwand des Innenraums gegenüberstanden. 
In seiner gegenwärtigen Gestalt wurde der Tempel 1930 aus den vorhandenen Trümmern rekonstruiert. Erhalten sind drei Säulen mit dem dazugehörigen Sektor der Innenwand und des Gebälks sowie das stark beschädigte Podium.

## Varia
Ein ähnlicher Tempel befindet sich in Tivoli.
Ein baulich ähnlicher Tempel, der aber nicht der Vesta geweiht war, befindet sich in Rom unterhalb des Aventinhügels auf dem Forum Boarium, der Tempel des Hercules Victor.